# Markkleeberg Nord järnvägsstation

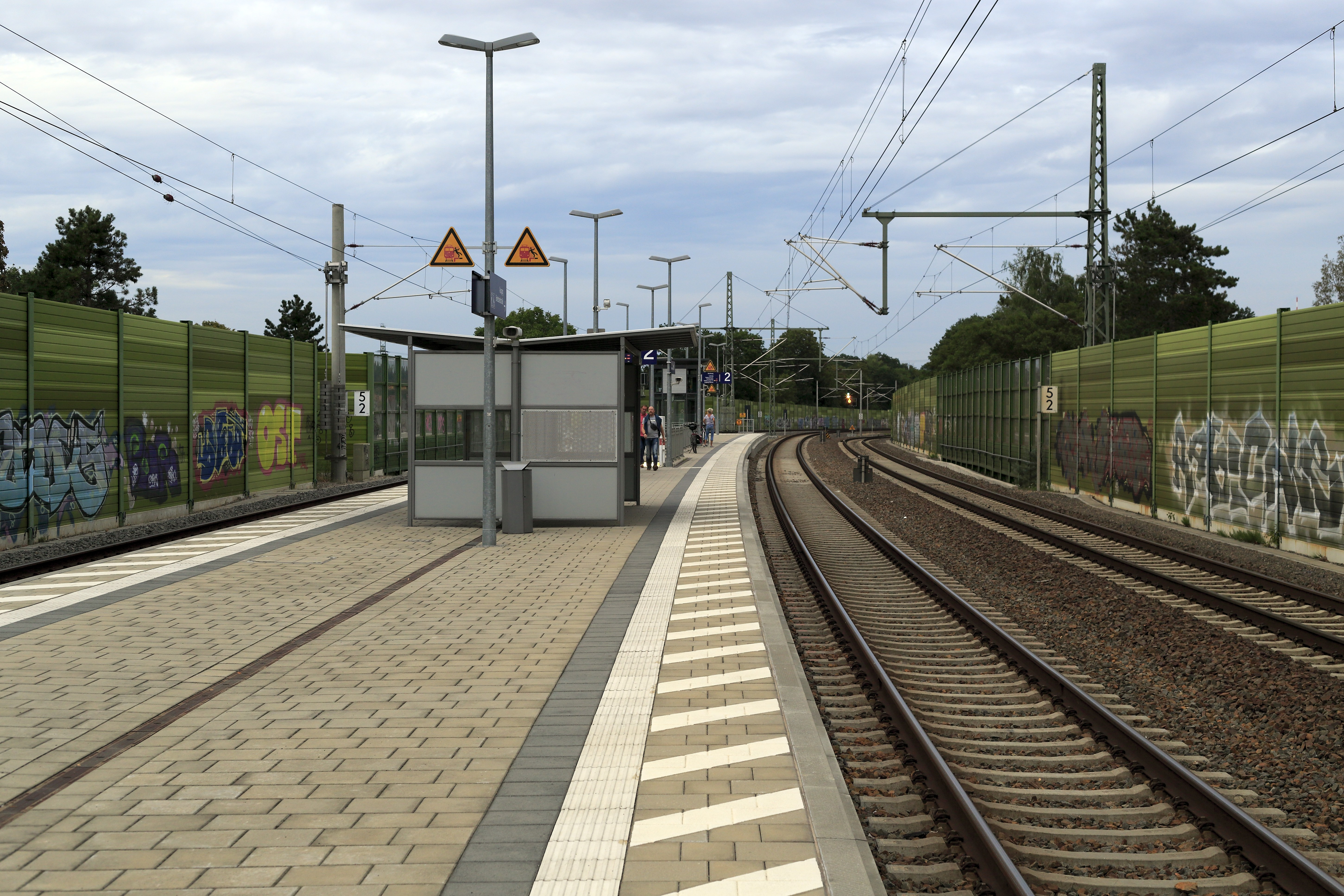
Markkleeberg Nord

Markkleeberg Nord är en järnvägsstation i Markkleeberg i Landkreis Leipzig. Stationen ligger på Leipzig–Hof järnväg. Fyra linjer på S-Bahn Mitteldeutschland trafikerar stationen: S3, S5, S5X och S6.